# Ямская слобода (Старый Оскол)
Ямская слобода —  упразднённый населённый пункт, вошедший в 1964 году в черту города Старый Оскол Белгородской области России.

## История
Ямская слобода, также как Пушкарская, Стрелецкая, Казацкая, Гуменская, Рыльская, Ламская, Ездоцкая слободы, вошли в состав Старого Оскола.
В четырёх слободах Старого Оскола есть церковь а в трёх нету, и Ямская — не исключение. Только её храм является ещё и уникальным памятником архитектуры — освящённый в честь Воздвижения Животворящего Креста Господня, он был построен ещё в 1805 г.
Ямская слобода включена в состав Старого Оскола 22 декабря 1964 года.

## Инфраструктура
В слободе Ямской есть почтовое отделение № 7, несколько продуктовых магазинов. Действует школа № 7, бывшая церковно-приходская. Сохранилось историческое, кирпичное здание школы, которому около 150 лет.

## Транспорт
Слободу Ямскую с юго-западной частью города связывают маршрутное такси, с центральной — маршрутное такси и городские автобусы, а с северо-восточной частью — городской автобус.